# دوروثي بروكشاو
دوروثي إليزابيث آن «دوت» بروكشاو (20 ديسمبر 1912 – 3 سبتمبر 1962) كانت رياضية كندية نافست بشكل أساسي في سباق 100 متر.
شاركت في كندا في دورة الألعاب الأولمبية الصيفية لعام 1936 التي أقيمت في برلين بألمانيا في مسافة 4 × 100 متر حيث فازت بالميدالية البرونزية مع زميلاتها ميلدريد دولسون وهيلدا كاميرون وأيلين مغير .

## وصلات خارجية
- دوروثي بروكشاو على موقع الاتحاد الدولي لألعاب القوى (الإنجليزية)
- دوروثي بروكشاو على موقع اللجنة الأولمبية الدولية (الإنجليزية)
- دوروثي بروكشاو على موقع أوليمبيديا (الإنجليزية)
- دوروثي بروكشاو على موقع اللجنة الأولمبية الكندية (الإنجليزية)